# 日本足球學院
日本足球學院（日语：JAPANサッカーカレッジ，轉寫為JAPAN Soccer College），是一間總部設於新潟縣的NSG集團營運的學校法人國際綜合學院，是一間足球專門訓練學校，簡稱為JSC。

## 概要
日本足球學院因日本主辦2002年世界盃足球賽而於2002年在新潟県北蒲原郡聖籠町創立。大部份參與足球相關課程的學員皆在該地接受訓練。此外，他們亦是日本職業足球聯賽加盟球隊新潟天鵝的訓練基地。2000年聖籠町立聖籠中学校的校舍在他地重建，JSG便利用該校廢棄的舊址活化成為訓練場地。

## 各学科資料

### 足球專攻科
JSC的足球專攻科包括「職業課程」、「守門員課程」、「教練·球證課程」、「商業課程」、「訓練課程」等。「職業課程」的學員亦是同於「北信越足球聯賽」作賽的聯繫球隊JSC的成員，他們亦與新加坡職業足球聯賽參賽的新潟天鵝乙隊的學員和畢業生。
1種
- 日本足球學院　(北信越聯賽)
- CUPS 聖籠　(新潟県聯賽)
- NIIGATA J.S.C.　(新潟県聯賽)
- FORTUNA CUPS　(新潟県聯賽)
- SEIROU 2002　(新潟県聯賽)

## 成員
日本足球學院亦會招收來自其他國家的球員入隊，例如他們現時於日本女子乙組聯賽作賽的女子隊，便於2015年招收了三名香港女子成員入隊。